# Pons (Charente Marítimo)
 Pons  es una población y comuna francesa, situada en la región de Poitou-Charentes, departamento de Charente Marítimo.
Es una etapa de peregrinaje del Camino de Santiago, en la llamada Via Turonensis.

## Demografía
| 4 031 | 3 803 | 3 429 | 3 605 | 3 726 | 4 294 | 4 661 | 4 765 | 4 757 | 4 894 | 4 969 | 4 738 | 4 881 | 4 895 | 4 764 | 4 615 | 4 717 | 4 772 | 4 470 | 4 549 | 4 368 | 4 427 | 4 375 | 4 266 | 4 442 | 4 629 | 4 753 | 4 824 | 4 878 | 4 861 | 4 412 | 4 427 | 4 427 |
| Para los censos de 1962 a 1999 la población legal corresponde a la población sin duplicidades (Fuente: INSEE [Consultar]) |       |       |       |       |       |       |       |       |       |       |       |       |       |       |       |       |       |       |       |       |       |       |       |       |       |       |       |       |       |       |       |       |